# 탄자니아의 커피 생산

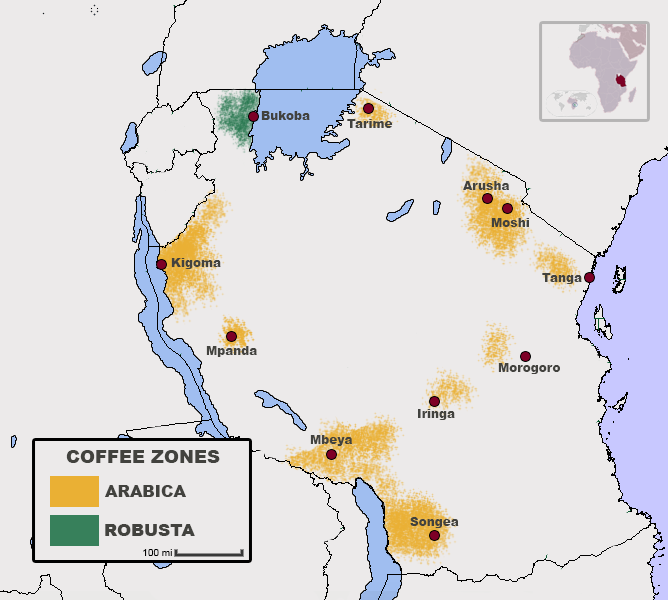
콩 종류별 탄자니아의 11개 커피 산업 생산 지역

탄자니아의 커피 생산은 탄자니아의 가장 큰 수출 작물이기 때문에 탄자니아 경제의 중요한 측면이다. 탄자니아의 커피 생산량은 연평균 30,000톤에서 40,000톤 사이이며, 그 중 약 70%는 아라비카, 30%는 로부스타이다.
아라비카의 주요 재배 지역 9 곳은 다음과 같다.
1. 이링가
2. 키고마
3. 마텡고 하이랜드
4. 음베야
5. 음빙가
6. 모로고로
7. 응가라
8. 북 킬리만자로
9. 우삼바라 산맥

로부스타의 주요 성장 지역은 카게라 지역의 부코바 지역이다. 최근 탄자니아의 동부 아크 산맥 에서 Coffea bridsoniae 와 C. kihansiensis 라는 두 개의 새로운 종이 발견되었다. 수확 시기는 전통적으로 10월에서 2월이다. 전국 커피 농장의 90%가 소규모 농장이고 나머지는 농장이다. 업계에서는 커피 산업에 관련된 약 27만 명의 인력이 있을 것으로 추정하고 있다.
1990년 이전에는 주 커피 위원회와 협동조합이 커피 마케팅을 담당했다. 1990년과 1994-95년의 개혁은 수출 가격에 영향을 미쳤다. 1997년 탄자니아에서 커피 시들병이 발생하여 빠르게 확산되어 심각한 손실을 초래했다.

## 역사

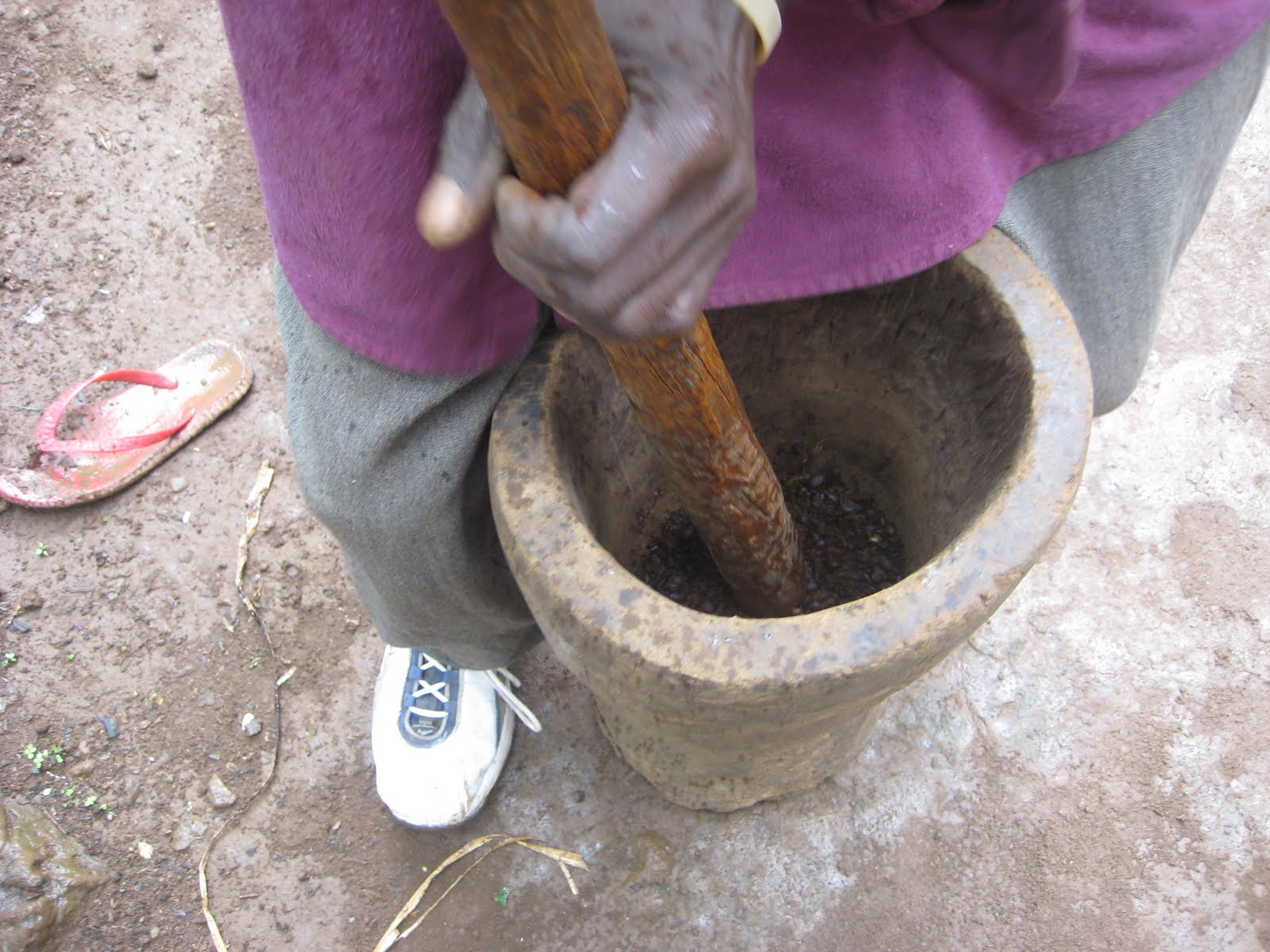
커피 원두를 으깨는 농부, 전국 커피 농가의 90%는 소규모 농가가 차지한다.

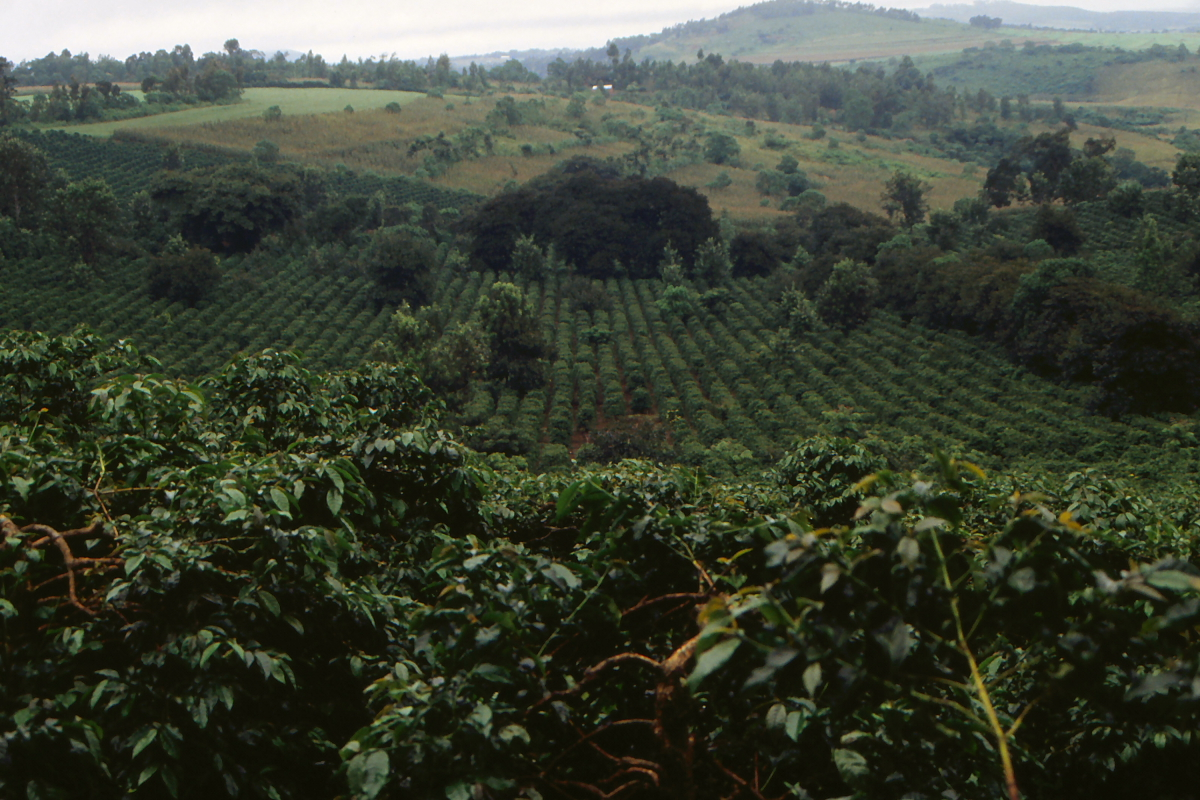
커피 재배를 하고 있는 탄자니아 아루샤 카라투의 깁의 농장

### 초기 역사
커피는 16세기에 오늘날의 에티오피아로부터 탄자니아 지역에 소개되었다. 커피는 그 지역에서 실제로 양조되지는 않았지만 흥분제로 사용되었다. 이 지역의 구전 자료를 통해 오늘날의 카게라 지역의 탄자니아 북서부에 위치한 하야 부족이 콩을 사용한 유일한 기록이 있다. 부족은 로부스타 콩을 삶아 여러 가지 약초로 쪄서 그 혼합물을 자극제로 씹었다. 부족은 또한 커피 원두를 화폐의 한 형태로 사용했고 원두의 재배와 재배는 부족 지도자들에 의해 고도로 통제되었다.

### 식민지 시대의 커피
19세기 말 독일의 식민지화는 이 지역의 농작물의 가치를 변화시켰다. 1911년 독일 식민지 개척자들은 부코바 지역 전역에 아라비카 커피나무를 심도록 명령했다. 독일인들은 농작물 재배에 대한 부족 지도자들의 통제력을 줄이는 다양한 법을 도입했고 커피 씨앗은 널리 이용 가능하게 되었다. 하야 부족은 바나나와 파인애플과 같은 다른 식량 작물을 재배하도록 강요받았고 독일인들에 의해 도입된 새로운 아라비카 변종을 재배하도록 압력을 받았다. 독일의 다른 지역에서는 킬리만자로와 탕가 근처 지역의 북쪽에 콩을 도입했다. 차가족과 같은 수입을 위해 무역에 의존했던 노예 부족장들의 폐지로 인해, 커피콩 재배로 완전히 전환되었다.
제1차 세계 대전 이후 영국이 탕가니카를 점령했을 때, 그들은 이 지역에서 커피 재배 운동을 더욱 가속화했고 다양한 토지 개혁법을 도입했다. 영국도 하야 족의 저항을 계속 받았고 북서부 지역의 커피 생산량은 정체 상태를 유지했다. 그러나 경작 이력이 없는 차가 부족은 계속해서 작물을 생산했고 1925년에는 6,000톤, 120만 달러 상당의 수출을 했다. 철도가 그 나라로 확장되면서 영국인들은 커피 농부들의 네트워크를 확장했다. 1925년 킬리만자로 원주민 농장주 협회(KNPA)가 설립되었고, 농민들이 더 나은 가격을 얻을 수 있도록 돕기 위해 설립된 많은 커피 협동조합 중 최초였다.

### 독립 후 생산
독립 후, 탄자니아의 사회주의 정부는 많은 가능성을 보았고 농작물 생산량을 두 배로 늘리기를 열망했다. 생산량을 늘리기 위해 커피 농장에 다양한 계획과 대출이 주어졌다. 게다가, 남부 지역, 즉 음보지와 음빙가 지역에 대규모 정부 소유지가 만들어졌다. 정부는 농민 협동조합의 아이디어를 사전 협동조합 경험이나 필요성이 없는 분야로 확대했다. 대부분의 협동조합이 실패하고 1970년대 초 우자마로 인한 인구의 대량 이동이 생산을 방해했다. 1976년 이전에 모든 커피 거래는 모시(아라비카)와 부코바(로부스타)에 있는 두 개의 협동조합 소유의 커피 가공 공장에 의해 처리되었고, 그 후 모시 경매에서 판매되었다. 1977년 모든 커피 협동조합들이 해산되었고 정부는 탄자니아의 커피 당국을 위임했다. 그 나라의 커피 생산은 정부의 주요 개입과 높은 성장 비용 때문에 급격하게 어려움을 겪었다.
산업을 민영화한 1990년대 초의 개혁은 시스템의 효율성을 급격하게 증가시켰다. 탄자니아 커피 위원회는 허가증과 면허증을 발급하기 위해 복권되었고 커피 재배와 판매는 완전히 독립되었다. 게다가, 그들은 원두를 채점하고 모시 커피 경매를 운영하는 것을 책임지고 있다.

## 등급 및 판매

### 채점

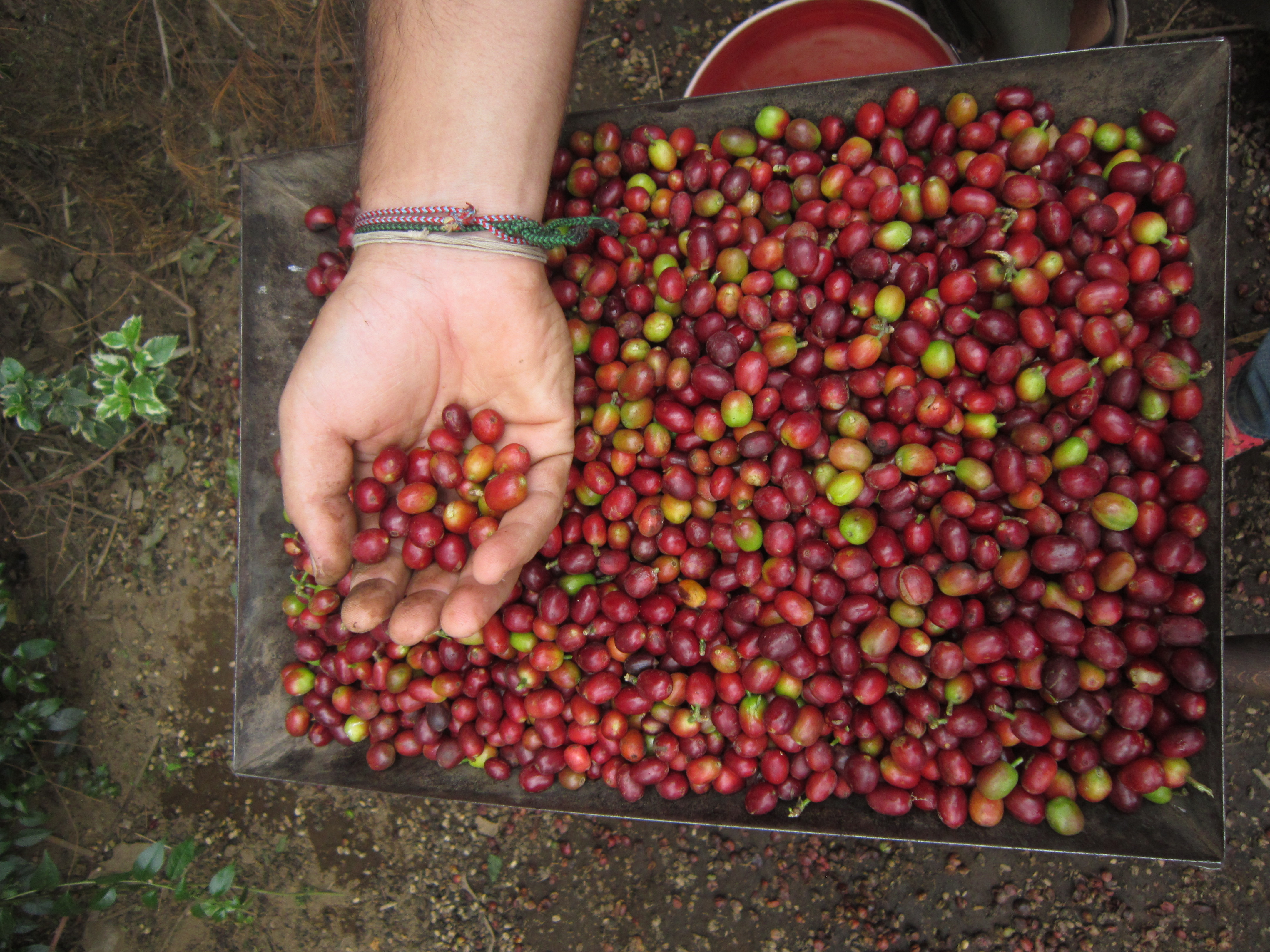
수확 중에 수집된 레드 커피 체리의 예

탄자니아는 탄자니아의 과거 식민지 시대로 인해 원두의 모양, 크기 및 밀도에 따라 커피 등급을 매기는 영국 명명법을 선택했다.
이 11개 등급에는 다음이 포함된다.
1. AA
2. A
3. B
4. PB
5. C
6. E
7. F
8. AF
9. TT
10. UG
11. TEX

### 시장
농부가 그의 제품을 팔 수 있는 세 가지 방법이 있다. 생산물이 농민이 직접 개인 커피 구매자, 마을 단체 또는 커피 협동조합에 결정한 가격으로 판매되는 내부 시장. 이러한 관행은 농가당 수확량이 적어 소규모 농가 사이에서 가장 흔하다. 개인 커피 구매자들과 협동조합들이 상당한 양의 생산물을 받으면 모시 커피 경매에서 그들의 상품을 팔거나 직접 제품을 수출을 할 수 있다. 대부분의 일류 커피 재배자들은 경매를 우회하는 것이 허용되고 그들의 커피를 외국 로스터들에게 직접 팔 수 있다. 이 정책은 탄자니아 커피 위원회가 농부들과 지역 기업들이 국제 바이어들과 장기적인 관계를 구축할 수 있도록 하기 위해 만들었다.

#### 모시 커피 익스체인지
모시 커피 거래소는 킬리만자로 지역 모시에 있으며 9개월 동안 매주 경매를 진행한다. 경매는 매주 목요일에 진행되며 거래소 우회허가가 없는 국내 수출업체는 모두 경매를 통해 수출해야 한다. 경매는 허가를 받은 수출업자들이 참여하며 한 수출업자가 구매할 수 있는 양에는 제한이 없다. 아래는 2015년 1월 15일에 열린 경매에서 커피의 평균 가격(50kg 한 봉지당)에 대한 샘플이다.
| 1. AA - $192.01 2. A - $185.19 3. AB - $194.45 4. B - $183.67 5. PB - $186.99 6. C - $186.00 | 1. Robusta Organic - $98.00 2. Robusta Screen 18 - $104.20 3. Robusta Superior - $95.00 4. Robusta FAQ - $83.60 1. Arabica FAQ - $172.94 |

## 생산

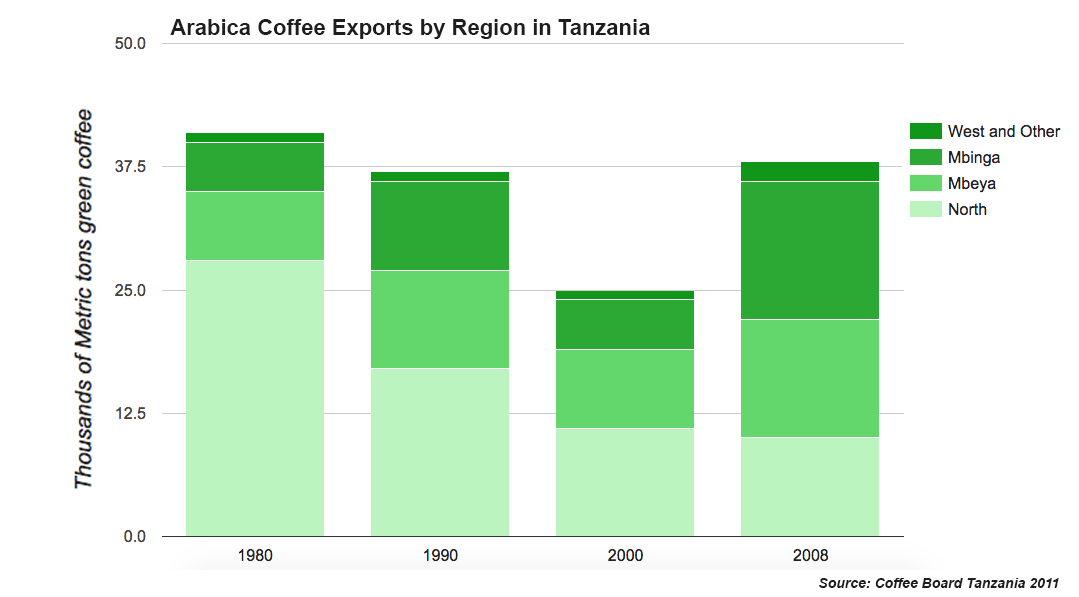
탄자니아 지역별 아라비카 커피 생산량

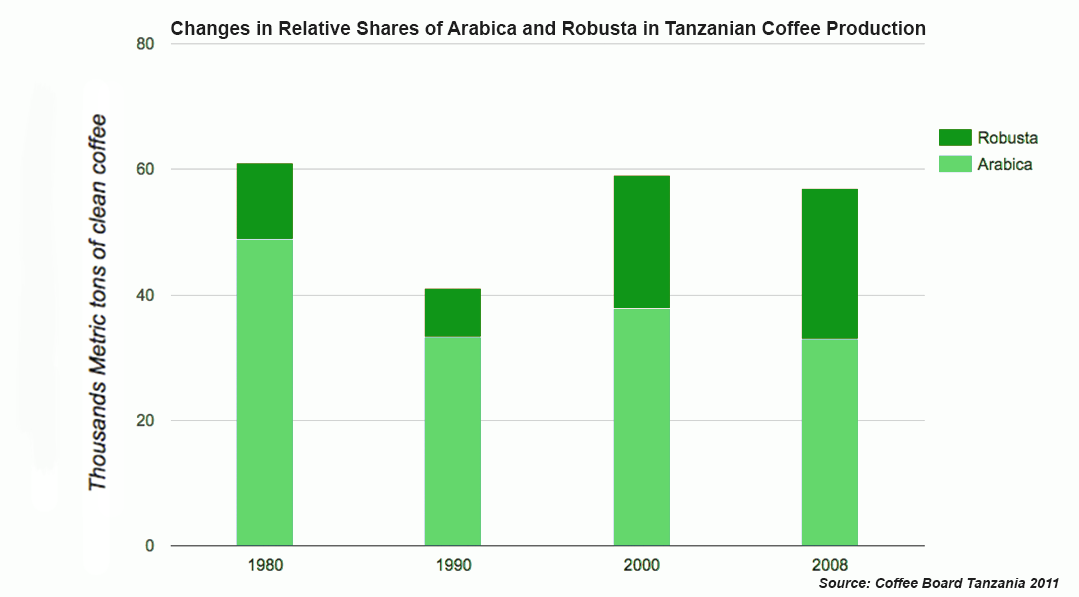
탄자니아의 원두 종류별 총 커피 생산량

탄자니아의 경제는 농업에 기반을 두고 있으며 국내 총생산의 24%를 차지한다. 2014년 1억 8600만 달러 규모의 탄자니아 수출의 3.3%가 커피였다. 국가 생산량의 90% 이상은 토지가 아닌 소농에서 비롯되며 40만 가구에 일자리를 제공하고 240만 명 이상의 시민에게 직접적인 영향을 미친다. 커피는 담배 다음으로 가치가 높은 농업 수출품이다. 탄자니아 커피의 주요 구매자는 일본(22%), 이탈리아(19%), 미국(12%)이다. 독일은 탄자니아 커피의 가장 큰 구매국이었지만, 증가된 마케팅과 더 나은 품질 관리로 일본과 미국은 수출품의 가장 큰 부분을 사들이기 시작했다.
탄자니아 커피 위원회는 수년간 많은 도전에 직면했고 탄자니아 커피의 더 나은 브랜드 이름을 만들기 위해 지속적으로 노력하고 있다. 그 나라의 수출의 대부분은 국제 시장에서 가치를 잃게 하는 다른 브랜드들과 섞이기 위해 사용된다. 그러나 일본에서는 탄자니아 커피가 "킬리만자로 커피"라는 브랜드를 유지하고 있다. 1991년 전일본 공정거래위원회는 모든 탄자니아 커피가 탄자니아의 어느 지역에서 생산되었든 상관없이 "킬리만자로 커피"라는 라벨을 유지할 수 있다고 결정했다. 또한 탄자니아산 원두가 30% 이상 함유된 커피 블렌드도 라벨을 사용할 수 있다. 일본 시장에서의 이러한 큰 진전은 탄자니아 커피의 가치 상승을 야기했고 오늘날 일본은 원두의 가장 높은 수입국이다.
국내 커피 소비량은 수출 물량만큼 많지 않다. 시골의 높은 빈곤 때문에 커피는 차보다 더 비싸고 사람들은 더 많은 차를 소비한다. 그러나 최근 1년 동안 지역 커피 소비량은 증가하고 있으며 2003년 생산량의 2%에서 2014년 7%로 증가했다.

## 탄자니아 커피 연구소
탄자니아커피연구소는 2000년 비영리 정부기업으로 설립돼 2001년 9월부터 운영을 시작했다. 이 연구소는 주로 정부 소유이며 커피 커뮤니티의 다른 구성원들이 이 회사에 지분을 가지고 있다. 그 회사는 비영리 단체이며 정부의 자금 지원, 기부자, 농자재 및 도구 판매에 전적으로 의존하고 있다. 1990년대 이후로 탄자니아의 커피 생산량이 감소함에 따라 이 연구소는 탄자니아의 커피 산업을 활성화하고 커피 수출로 인한 수익을 증가시키는 것을 돕는 임무를 맡고 있다. 이 연구소는 관련 기술 발전을 가진 수천 명의 농업인들에게 서비스를 제공하고 지속적인 전문성 개발과 현재 커피 농업 모범 사례에 따라 더 나은 농업 관행에 대해 농부들을 교육한다.

## 같이 보기
- 케냐의 커피 산업